# Live on the Edge of Forever
Live on the Edge of Forever – pierwszy album koncertowy grupy Symphony X. Został nagrany podczas europejskiej trasy koncertowej. Album rozpoczynał się jak ich poprzednie dzieło V: The New Mythology Suite, lecz ku zdziwieniu fanów utwór „Death of Balance”, który normalnie przechodził w „Lacrymosa”, podczas koncertu przechodził w „Candlelight Fantasia” z albumu The Divine Wings of Tragedy.
Po tym utworze grupa zagrała kilka utworów znanych z poprzednich płyt jak na przykład neoklasyczny „Smoke and Mirrors” i epicki „The Divine Wings of Tragedy” w całości. Na albumie nie znalazły się utwory z pierwszych dwóch albumów grupy.

## Twórcy
- Sir Russell Allen – śpiew
- Michael Romeo – gitara elektryczna
- Michael Pinnella – instrumenty klawiszowe
- Mike LePond – gitara basowa
- Jason Rullo – perkusja

## Lista utworów

### CD 1
1. „Prelude” – 1:40
2. „Evolution (The Grand Design)” – 5:18
3. „Fallen / Transcendence” – 6:30
4. „Communion and the Oracle” – 7:39
5. „The Bird-Serpent War / Cataclysm” – 3:39
6. „On the Breath of Poseidon” – 5:09
7. „Egypt” – 7:05
8. „Death of Balance / Candlelight Fantasia” – 5:52
9. „The Eyes of Medusa” – 4:32

### CD 2
1. „Smoke and Mirrors” – 6:36
2. „Church of the Machine” – 7:21
3. „Through the Looking Glass” – 14:09
4. „Of Sins and Shadows” – 7:22
5. „Sea of Lies” – 4:05
6. „The Divine Wings of Tragedy” – 19:54